# Mrzla gora
Mrzla gora je 2203 m visoka gora v Kamniško-Savinjskih Alpah.
Mrzla gora se dviguje nad tremi dolinami: Logarsko dolino, Matkovim kotom in Belsko Kočno. Lahko bi jo označili kot manj obiskano goro v Kamniško-Savinjskih Alpah. Razlogov za to je več. Gora je težko pristopna, saj nanjo namreč lahke poti ni! Ena vodi iz Matkovega kota in je zelo dolga, naporna, neprijetno izpostavljena, ter orientacijsko dokaj zahtevna. Druga pot z Okrešlja je pravtako zelo dolga, poleg tega pa tehnično zahtevna, izpostavljena, skale pa so zelo krušljive. Ker po zahodnem in severnem grebenu poteka državna meja, je bil do nedavnega dostop otežen (do leta 1967 celo prepovedan) zaradi političnih razlogov. Sedaj, ko z mejo ni več problemov, pa Mrzla gora še vedno ohranja sloves najtežje pristopnega, a enega najlepših dvatisočakov v Kamniško-Savinjskih Alpah.
Z Mrzlo goro so imeli velike težave tudi prvopristopniki. Leta 1876 sta po zahodnem grebenu poskušala Robert von Lendenfeld in vodnik Matijevec iz Luč. Dosegla sta zahodni predvrh in sestopila misleč, da sta osvojila vrh. Razlogi za to še danes niso pojasnjeni. Leta 1877 je vrh poskušal osvojiti dr. Karl Blodig (prvi na vseh evropskih štiritisočakih). Poskusil je dvakrat, a je zaradi slabega vremena odnehal precej pod vrhom. Še istega leta so iz Matkovega kota vrh le osvojili dr. Johannes Frischauf, Piskernik in Matek. Tako so bili osvojeni vsi »najvišji« v Kamniško-Savinjskih Alpah.

## Dostopi
- Od Frischaufovega doma na Okrešlju - 3ure 30min.
- Od Doma sester Logar - 4 do 5 ur
- Od Češke koče - 5ur 30min ( za vrtoglave pot ni primerna).
- Iz Bele skozi Belsko Kočno - 5 do 6 ur
- Iz Matkovega kota